# Occamova břitva
Occamova (Ockhamova) břitva je princip logické úspornosti, od 19. století nazývaný podle anglického logika, františkána Williama z Ockhamu (1287–1347). Ve skutečnosti je daleko starší a Ockham sám ho sice používal, ale nikde výslovně nevymezoval.

## Definice

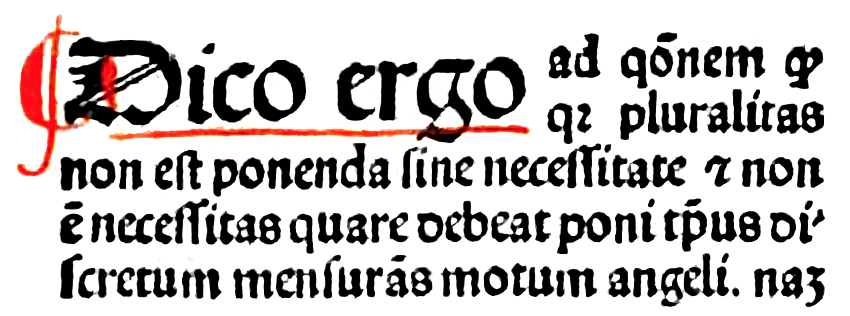
Část stránky z knihy Dunse Scota Ordinatio: "...pluralitas non est ponenda sine necessitate..."

Latinská definice tohoto principu zní:
Pluralitas non est ponenda sine necessitate.
tj. Nemá se postulovat množství (důvodů či příčin), není-li to nezbytné.
nebo v pozdější formulaci
Entia non sunt multiplicanda praeter necessitatem.
tj. Entity se nemají zmnožovat více, než je nutné.
To se dá interpretovat dvěma mírně odlišnými způsoby. První lze popsat takto:
Pokud pro nějaký jev existuje vícero vysvětlení, je lépe upřednostňovat to nejméně komplikované.
Přesnější (užší) chápání Occamovy břitvy se týká části jedné teorie:
Pokud nějaká část teorie není pro dosažení výsledků nezbytná, do teorie nepatří.

## Použití ve vědě
Occamova břitva je jedním ze základních principů či postupů, na kterých úspěšně staví i současná věda. Occamova břitva řeší problém nekonečné rozmanitosti teorií, které vedou ke stejným výsledkům. Například k Newtonovu gravitačnímu zákonu lze formulovat alternativní teorii, která říká, že gravitační síla je ve skutečnosti poloviční než podle Newtonova zákona, a zbytek způsobují jinak neviditelní a neměřitelní trpaslíci, kteří tělesa postrkují tak, aby se zdánlivě chovala podle Newtonova zákona. Occamova břitva z nespočetného množství takových alternativních teorií vybírá právě Newtonův zákon, který žádné trpaslíky nepotřebuje.

## Kontroverze
Princip však neříká, že jednodušší hypotéza je správnější. Již Galileo Galilei ve svém díle Dialogy upozorňoval na špatné použití principu. Například Newtonova teorie je jednodušší než Einsteinova. Je zde dále i otázka, zda jde o jednoduchost v syntaxi či sémantice (často protichůdných), což Willard Van Orman Quine nazýval ekonomií ve vyjádření respektive gramatice. Karl Popper upozorňoval na závažné problémy s definicí jednoduchosti a s odůvodněním, proč je jednodušší teorie lepší. Navrhoval pro objasnění těchto problémů definovat jednodušší teorii jako tu snadněji vyvratitelnou.
Na druhou stranu se totiž i v současné přírodovědě vyskytuje řada částí, jejichž vztah k Occamově břitvě není bez problémů. Například v kvantové teorii pole se kvůli požadavku kalibrační invariance zavádí pomocná pole, která formálně odpovídají dalším částicím. Ukáže se ovšem (už v rámci teorie), že tato pole jsou „nefyzikální“ (nehmotná a neinteragující). Přesto je snazší a elegantnější budovat teorii za pomoci těchto nefyzikálních objektů. Ještě horší je situace u „interpretace“ mnoha fyzikálních pojmů (interpretace kvantové mechaniky). Přísně vzato lze k výsledkům v mnoha teoriích dojít prostě spočtením příslušných rovnic a názornější představy o významu jednotlivých členů v rovnicích jsou nadbytečné. V occamovském duchu by bylo vhodné je z teorie odřezat, v praxi a popularizaci se však ukazuje, že bez těchto „nadbytečných“ představ často lidé nejsou schopní o teorii uvažovat, tak jako pamatovat, aniž by se použila mnemotechnická pomůcka s redundantní informací. K mnoha výrazným pokrokům přispěly i jen změny těchto představ.